# 1991 VJ3
1991 VJ3 är en asteroid i huvudbältet som upptäcktes den 11 november 1991 av de båda japanska astronomerna Takeshi Urata och Kenzo Suzuki i Toyota.
Asteroiden har en diameter på ungefär 4 kilometer.